# Diócesis de Taiohae
La diócesis de Taiohae o de Tefenuaenata (en latín: Dioecesis Taiohaëna seu Humanae Telluris y en francés: Diocèse de Taiohae) es una circunscripción eclesiástica de la Iglesia católica en Polinesia Francesa. Se trata de una diócesis latina, sufragánea de la arquidiócesis de Papeete. Desde el 5 de septiembre de 2015 su obispo es Pascal Chang-Soï, de la Congregación de los Sagrados Corazones.

## Territorio y organización
La diócesis tiene 1274 km² y extiende su jurisdicción sobre los fieles católicos de rito latino residentes en las islas Marquesas en la Polinesia Francesa, un país de ultramar de Francia.
La sede de la diócesis se encuentra en la ciudad de Taiohae, en la isla Nuku Hiva, en donde se halla la Catedral de Nuestra Señora. 
En 2022 en la diócesis existían 26 parroquias.

## Historia
El vicariato apostólico de las Islas Marquesas fue erigido el 9 de mayo de 1848 mediante el breve Apostolicae servitutis del papa Pío IX desmembrando territorio del vicariato apostólico de Oceanía Oriental (hoy arquidiócesis de Papeete).
El 21 de junio de 1966 el vicariato apostólico fue elevado a diócesis mediante la bula Prophetarum voces del papa Pablo VI y tomó el nombre de diócesis de Taiohae.
El 31 de mayo de 1974 la diócesis tomó su nombre actual mediante el decreto Summus Pontifex de la Congregación para la Evangelización de los Pueblos.

## Estadísticas
Según el Anuario Pontificio 2023 la diócesis tenía a fines de 2022 un total de 8736 fieles bautizados.
| Año                                                                             | Población            | Población | Población      | Sacerdotes | Sacerdotes    | Sacerdotes    | Bautizados por sacerdote | Diáconos permanentes | Religiosos | Religiosos | Parroquias |
| Año                                                                             | Bautizados católicos | Total     | % de católicos | Total      | Clero secular | Clero regular | Bautizados por sacerdote | Diáconos permanentes | Varones    | Mujeres    | Parroquias |
| ------------------------------------------------------------------------------- | -------------------- | --------- | -------------- | ---------- | ------------- | ------------- | ------------------------ | -------------------- | ---------- | ---------- | ---------- |
| 1950                                                                            | 2800                 | 3209      | 87.3           | 5          |               | 5             | 560                      |                      |            | 6          | 10         |
| 1969                                                                            | 4928                 | 5426      | 90.8           | 6          |               | 6             | 821                      |                      | 6          | 9          | 6          |
| 1980                                                                            | 5110                 | 5580      | 91.6           | 4          |               | 4             | 1277                     |                      | 8          | 7          | 6          |
| 1990                                                                            | 6765                 | 7510      | 90.1           | 6          | 1             | 5             | 1127                     |                      | 10         | 7          | 4          |
| 1999                                                                            | 7470                 | 8310      | 89.9           | 5          | 1             | 4             | 1494                     |                      | 8          | 5          | 8          |
| 2000                                                                            | 7575                 | 8420      | 90.0           | 6          | 1             | 5             | 1262                     |                      | 8          | 5          | 8          |
| 2001                                                                            | 7615                 | 8455      | 90.1           | 6          | 1             | 5             | 1269                     |                      | 8          | 5          | 8          |
| 2002                                                                            | 7720                 | 8580      | 90.0           | 6          | 1             | 5             | 1286                     |                      | 8          | 5          | 4          |
| 2003                                                                            | 7820                 | 8710      | 89.8           | 4          | 1             | 3             | 1955                     |                      | 6          | 5          | 8          |
| 2004                                                                            | 7930                 | 8815      | 90.0           | 4          | 1             | 3             | 1982                     |                      | 6          | 4          | 26         |
| 2010                                                                            | 8310                 | 9220      | 90.1           | 5          | 2             | 3             | 1662                     |                      | 8          | 5          | 26         |
| 2014                                                                            | 8970                 | 9835      | 91.2           | 4          | 2             | 2             | 2242                     |                      | 7          | 4          | 26         |
| 2017                                                                            | 8997                 | 9990      | 90.1           | 3          | 2             | 1             | 2999                     |                      | 6          | 6          | 26         |
| 2020                                                                            | 8017                 | 9346      | 85.8           | 5          | 4             | 1             | 1603                     |                      | 5          | 4          | 26         |
| 2022                                                                            | 8736                 | 9346      | 93.5           | 4          | 3             | 1             | 2184                     |                      | 4          | 3          | 26         |
| Fuente: Catholic-Hierarchy, que a su vez toma los datos del Anuario Pontificio. |                      |           |                |            |               |               |                          |                      |            |            |            |

## Episcopologio

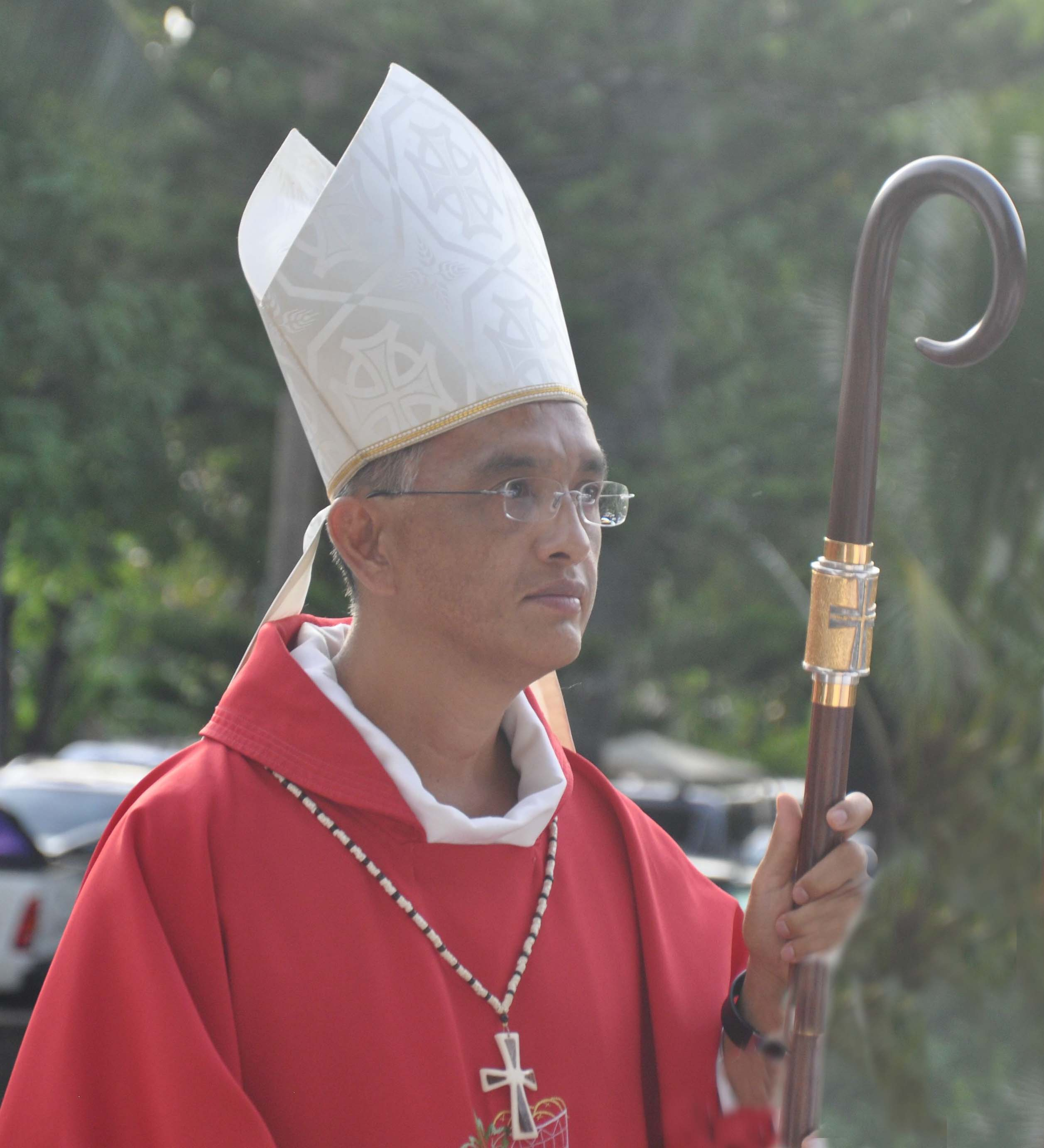
Pascal Chang-Soï, obispo de Taiohae desde 2015

- François Baudichon, SS.CC. † (9 de mayo de 1848-17 de enero de 1855 renunció)
- Ildefonse-René Dordillon, SS.CC. † (7 de diciembre de 1855-11 de enero de 1888 falleció)
  - Sede vacante (1888-1892)
- Rogatien-Joseph Martin, SS.CC. † (3 de junio de 1892[nota 1]-27 de mayo de 1912 falleció)
  - Sede vacante (1912-1920)
- Pierre-Marie-David Le Cadre, SS.CC. † (30 de diciembre de 1920[nota 2]-21 de noviembre de 1952 falleció)
- Louis-Bertrand Tirilly, SS.CC. † (16 de noviembre de 1953-17 de marzo de 1970 renunció[nota 3])
  - Sede vacante (1970-1973)
- Hervé Marie Le Cléac'h, SS.CC. † (1 de marzo de 1973-31 de mayo de 1986 renunció)
- Guy André Dominique Marie Chevalier, SS.CC. (31 de mayo de 1986-5 de septiembre de 2015 retirado)
- Pascal Chang-Soï, SS.CC., por sucesión el 5 de septiembre de 2015